# 9 tháng 4
Ngày 9 tháng 4 là ngày thứ 99 trong mỗi năm thường (ngày thứ 100 trong mỗi năm nhuận). Còn 266 ngày nữa trong năm.

## Sự kiện
- 88 – Thái tử Lưu Triệu kế vị hoàng đế triều Hán, tức Hán Hòa Đế, Đậu thái hậu nhiếp chính.
- 1241 – Trận Legnica giữa quân Ba Lan và Đế quốc Mông Cổ.
- 1288 – Trần Hưng Đạo giành chiến thắng trước quân Nguyên trên sông Bạch Đằng, kết thúc chiến tranh Nguyên Mông-Đại Việt lần 3, tức 8 tháng 3 năm Mậu Tý.
- 1682 – Robert de LaSalle khám phá ra cửa sông Mississippi và yêu sách giành nó cho Pháp, và đặt tên miền đó là Louisiana.
- 1865 – Nội chiến Hoa Kỳ chấm dứt trên thực tế khi tướng miền Nam Robert E. Lee đầu hàng Binh đoàn Bắc Virginia.
- 1867 – Trong một cuộc bỏ phiếu, Thượng nghị viện Mỹ chấp nhận hiệp ước với Nga để mua Alaska.
- 1940 – Chiến tranh thế giới thứ hai: Quân đội Đức tiến hành Chiến dịch Weserübung, đồng thời tiến công Đan Mạch và Na Uy.
- 1953 – Warner Brothers bất đầu chiếu phim 3-D đầu tiên, gọi House of Wax (Nhà Bằng Sáp Ong).
- 1959 – Kế hoạch Mercury: NASA thông báo bảy phi hành gia (astronaut?) Mỹ được chọn. Tin tức báo chí nhanh chóng gọi họ là "Bảy Người Mercury."
- 1967 – Nguyên mẫu máy bay Boeing 737 tiến hành chuyến bay đầu tiên, hiện là dòng máy bay phản lực bán chạy nhất trong lịch sử hàng không.
- 1991 – Nước Gruzia rút khỏi Liên Xô.
- 1999 – Ismail Omar Guelleh trở thành tổng thống Djibouti.
- 1999 – Tổng thống Nigeria Ibrahim Baré Maïnassara bị ám sát.
- 2002 – Elizabeth Bowes-Lyon từ Vương quốc Anh có lễ tang ở Tu viện Westminster.
- 2003 – Xâm chiếm của Mỹ vào Iraq vào 2003: Chế độ Ba‘ath ở Iraq của Saddam Hussein bị lật đổ.

## Sinh
- 1835 – Vua Léopold II của Bỉ (m. 1909)
- 1829 – Nguyễn Phúc Thụy Thận, phong hiệu Bình Thạnh Công chúa, công chúa con vua Minh Mạng (m. 1907)
- 1919 – J. Presper Eckert, người chế tạo máy tính ENIAC
- 1986 – Leighton Meester, nữ Diễn viên người Mỹ
- 1938 – Viktor Stepanovich Chernomyrdin, thủ tướng Nga năm 1992-1998
- 1926 – Hugh Hefner, người sáng lập và là giám đốc sáng tạo của tạp chí Playboy
- 1931 – Hironaka Heisuke,nhà toán học Nhật Bản đoạt Huy chương Fields năm 1970
- 1987 – Blaise Matuidi, cầu thủ bóng đá người Pháp
- 1988 - Quốc Thiên, ca sĩ người Việt Nam
- 1995 – Kim Da-mi, nữ diễn viên người Hàn Quốc

## Mất
- 88 – Hán Chương Đế, vua thứ 18 của Nhà Hán.
- 491 – Zeno, hoàng đế thuộc La Mã phương Đông (s. 474)
- 879 – Louis, vua nói lắp, Vua Pháp (s. vào 846)
- 1024 – Giáo hoàng Bê-nê-đích VIII
- 1322 – Lê Văn Hưu, nhà sử học đời nhà Trần, tác giả bộ Đại Việt sử ký, bộ quốc sử đầu tiên của Việt Nam (s. 1230).
- 1626 – Francis Bacon, nhà triết học, chính khách, nhà văn tiểu luận (s. 1561)
- 1959 – Frank Lloyd Wright, kiến trúc sư (s. vào 1867)
- 2013 - Nghệ sĩ ưu tú Văn Hiệp, nghệ sĩ hài kịch nổi tiếng người Việt Nam
- 2021
  - DMX, ca sĩ Mỹ (s. 1970)
  - Philippos của Hy Lạp và Đan Mạch, Công tước xứ Edinburgh (s. 1921 - 2021)

## Những ngày lễ và ngày kỷ niệm
- Đạo Bahá'í: Lễ Jalál – Ngày lễ đầu tiên vào tháng hai thuộc Lịch Bahá'í
- … 1993, 2004, 2015 … – Thứ Sáu Tuần Thánh